# Jan Walery Królikowski

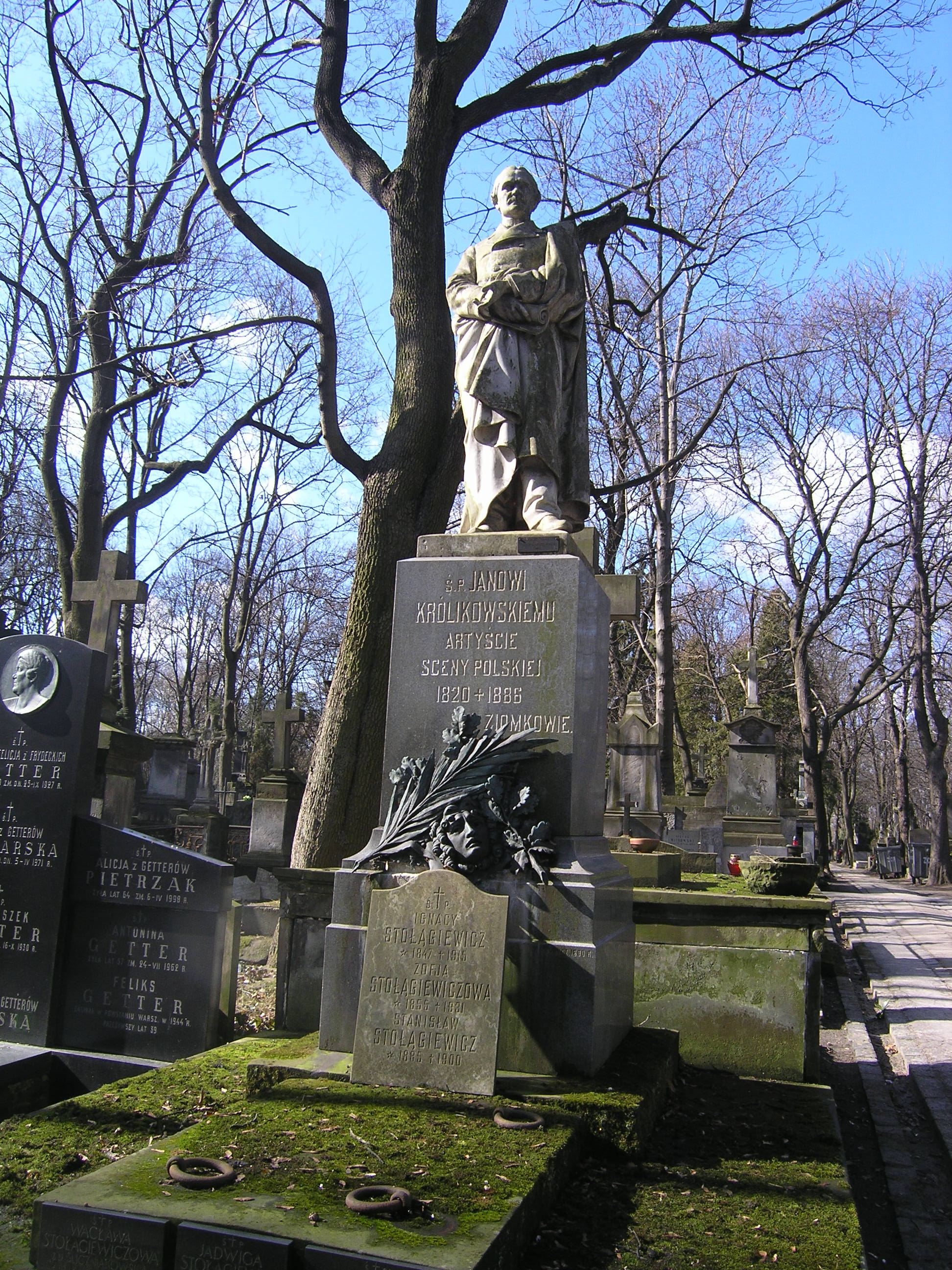
Grób Jana Walerego Królikowskiego na Cmentarzu Powązkowskim w Warszawie

Jan Walery Królikowski (ur. 4 kwietnia 1820 w Warszawie, zm. 11 września 1886 tamże) – polski aktor i reżyser.

## Życiorys
Syn Józefa Franciszka, polskiego historyka literatury. Początkowo wychowywał się w Poznaniu, a od 1829 mieszkał z rodzicami w Warszawie. Od 1832 musiał zarabiać na swoje utrzymanie jako kopista w kancelariach adwokackich. W 1835 rozpoczął naukę w Szkole Dramatycznej u Bonawentury Kudlicza. Debiutował jako aktor w 1836 w Lublinie. Występował w zespole Tomasza Andrzeja Chełchowskiego.
W latach 1840–1846 występował w Krakowie (w teatrze pod dyrekcją Chełchowskiego, a następnie Hilarego Meciszewskiego), a od 1846 w Warszawie. Grał w Warszawskich Teatrach Rządowych. W latach 1848–1852 uczył w Szkole Dramatycznej. Był również reżyserem teatralnym.
Zdobył sławę i uznanie jako jeden z największych artystów scen polskich w rolach z wielkiego repertuaru. Początkowo grywał role pierwszoplanowe amantów, później tzw. czarne charaktery. Był znany z niezwykle drobiazgowego opracowywania roli. W 1866 zagrał rolę Shylocka w Kupcu weneckim Williama Szekspira, a w 1871 tytułową rolę w Hamlecie, która jednak był przyjęta chłodno.
Najbardziej znaczące role: Franciszek Moor – Zbójcy i Miller – Intryga i miłość Friedricha Schillera, Wojewoda – Mazepa Juliusza Słowackiego, Rodin – Żyd wieczny tułacz Melville’a i J. Malliana; także role komediowe i charakterystyczne, m.in. Łatka – Dożywocie Aleksandra Fredry. 
Przeszedł na emeryturę w 1873, jednak dalej grywał na scenie. Po raz ostatni wystąpił w 1884. Chorował na gruźlicę, serce i nerki. W 1885 Jerzy II książę Saksonii-Meiningen nadał mu order zasługi, którego Królikowski nie nosił.
Pogrzeb Królikowskiego 15 września 1886 był wielką manifestacją. Uczestniczyło w nim ok. 25 tysięcy osób. Królikowski został pochowany na Cmentarzu Powązkowskim w Warszawie (kwatera D-1-1/2).

## Rodzina
Jego ojciec Józef Franciszek Królikowski był profesorem gimnazjalnym literatury, autorem Prozodii polskiej. Starszy brat Karol Józef (1815 lub 1818–1872) był aktorem i reżyserem, a żona Cecylia z Zocherów (1824–1907) aktorką. 
Jego prawnuk Wojciech Królikowski był polskim fizykiem, zaś jego praprawnuczka Małgorzata Królikowska-Sołtan jest polskim astronomem.